# Midkemia
Midkemia is een fictieve planeet die ontwikkeld is door Raymond E. Feist en een groep mensen die zich bezighoudt met fantasy rolspellen. De meeste van de boeken over de scheuring spelen zich af op deze planeet. Alleen de Keizerrijk-trilogie, geschreven met Janny Wurts, speelt zich af op een andere planeet (Kelewan) die te bereiken is via een scheuring.

## Geografie
Midkemia is een kleine planeet die veel overeenkomsten heeft, op het gebied van klimaat, flora en fauna, met de Aarde. Om de planeet draaien drie manen en er zijn drie grote continenten: Triagia, Novindus en Winet. Op Midkemia zijn twee oceanen die verschillende namen hebben afhankelijk van het continent. De Eindeloze Zee ligt ten westen van Triagia, en ten oosten van Novindus, waar hij de Blauwe Zee genoemd wordt. De Zee van Tranen ligt ten oosten van Triagia, en ten westen van Novindus, waar hij de Groene Zee genoemd wordt.

### Triagia
Triagia is het grootste continent van Midkemia. Mensen vormen de meerderheid van de populatie van dit continent, de overige rassen (zoals elfen, dwergen, kobolden, trollen en draken) dragen een te verwaarlozen hoeveelheid aan de populatie bij. Het extreme noordelijk deel van het continent bevat schaarse wildernis en kleine nederzettingen. Het continent wordt bijna volledig omringd door twee zeeën: de Bitterzee in het westen en de Koninkrijkszee in het oosten.
Het noordelijke gedeelte is dichtbebost, in tegenstelling tot het zuidelijke deel, waar een veel warmer klimaat heerst. De Jal-Purwoestijn is de merkwaardigste woestijn op het continent en is bijna over het gehele zuidelijke gebied uitgestrekt. Op Triagia zijn twee grote naties aanwezig. In het zuiden is dat het Grote Keizerrijk Kesh en noordelijk is dat het Koninkrijk der Eilanden. Verder zijn er nog een hoop andere, kleinere naties aanwezig, zoals Roldem, Queg, de Vrijsteden, en de Oostelijke Koninkrijken

### Novindus
Novindus is het tweede grootste continent op Midkemia met een grote variëteit aan landschappen. Het ligt ten westen van Triagia en is gescheiden door de Eindeloze Zee. Ten oosten van Novindus ligt de Zee van Tranen. Novindus is op te delen in het Oostland, het Rivierland, en het Westland. In het Oostland ligt het Heetland (een woestijn).
Op politiek gebied bestaat Novindus grotendeels uit onafhankelijke stadstaten die zijn verspreid over het continent, zonder dat hier een centraal politiek systeem aanwezig is. Het continent is uitvoerig beschreven in De Slangenoorlog.

### Wiñet
Wiñet is het derde continent op Midkemia. Een deel van dit continent is in het verleden zo'n 180 meter omhoog gekomen waardoor er een geïsoleerd plateau is ontstaan. Het lagere gedeelte wordt bewoond door vluchtelingen uit Triagia. Het plateau wordt bewoond door hagedisachtige mannen die gecreëerd waren door een Valheru.

## Rassen

### Mensen
De mensen zijn, net zoals de dwergen, trollen, gnomen en anderen, van een onbekende planeet naar Midkemia gevlucht via scheuringen, toen de Drakenheersers tegen de Goden oorlog voerden, de Chaosoorlog. Sindsdien zijn zij het dominante ras op Midkemia geworden. De mensheid op Midkemia is even verschillend als op Aarde, met veel verschillende culturen, talen en gewoontes.

### Elfen
Elfen waren gecreëerd door de Valheru om te dienen en te plezieren als slaaf zijnde. Er zijn verschillende soorten elfen:
- Eldar (de wijze elfen, na de Chaosoorlog naar het Noorden van Kelewan gevlucht.)
- Eledhel (elfen van licht, wonen in Elvandar)
- Moredhel (de duistere elfen, door mensen ook wel de Broederschap van het Onzalige Pad genoemd)
- Glamredhel (de krankzinnige elfen)
- Ocedhel (de elfen van over zee, uit Novindus)
- Anoredhel (de elfen van de zon)
- Taredhel (de elfen van de sterren)

### Dwergen
Dwergen zijn een ras van langlevenden en worden vele honderden jaren oud. De bekendste dwergen van Triagia zijn de dwergen uit het westen. Zij wonen in het gebied van de Grijze Torens en worden geleid door Dolgan, die de lijn van Tholin heeft overgenomen, wat gebeurde nadat de hamer van Tholin die al eeuwen was verloren hem werd geschonken door de draak Rhuagh. In het westen van Triagia leven ook nog de dwergen van Stenenberg, die worden geleid door Harthorn, die de lijn van Hogar heeft overgenomen. In het oostelijke deel van het koninkrijk wonen ook nog dwergen in Dorgin maar daar is niet zoveel over bekend. Op het continent van Novindus is er ook een dwergenstad die in de Ratn'gary Bergen gevonden kan worden.

### Valheru
Valheru, ook wel de Drakenheersers, waren het eerste ras op Midkemia (zij waren de eersten omdat zij van het stof van macht kwamen die losgelaten waren door Rathar en Mythar de twee blinde goden van het begin) en de machtigste in het heelal. Zij reden op de rug van geweldige draken en reisden door het heelal om te plunderen en te veroveren. Arrogant in hun veronderstelling dachten ze goden te zijn en creëerden ook kleinere rassen om hen te dienen als slaaf/dienaar.
Maar toen veranderde de orde in de wereld. Rathar en Mythar werden verdreven door goden met een echt bewustzijn, door wie de Valheru zich bedreigd voelden en ze trokken ten oorlog tegen deze nieuwe goden. De Valheru werden verslagen, maar van de honderd goden hebben er slechts 16 het overleefd. Van de Valheru heeft alleen Asschen-Shukar het overleefd, omdat hij de strijd waanzin vond en niet meedeed.

### Overige rassen
- Trollen
- Reuzen
- Draken
- Gnomen
- Quor